# Højby Station
Højby Station er en station på Svendborgbanen, og ligger i Odensebydelen Højby på Fyn.
Stationsbygningen fra 1876 blev revet ned omkring 2004-2005.
Højby
| Foregående station |  | Arriva         |  | Efterfølgende station |
| ------------------ |  | -------------- |  | --------------------- |
| Hjallesemod Odense |  | Svendborgbanen |  | Årslevmod Ringe       |

| Jernbane | Spire Denne jernbaneartikel er en spire som bør udbygges. Du er velkommen til at hjælpe Wikipedia ved at udvide den. |

55°19′48″N 10°26′3″Ø / 55.33000°N 10.43417°Ø